# Forma arquitetônica

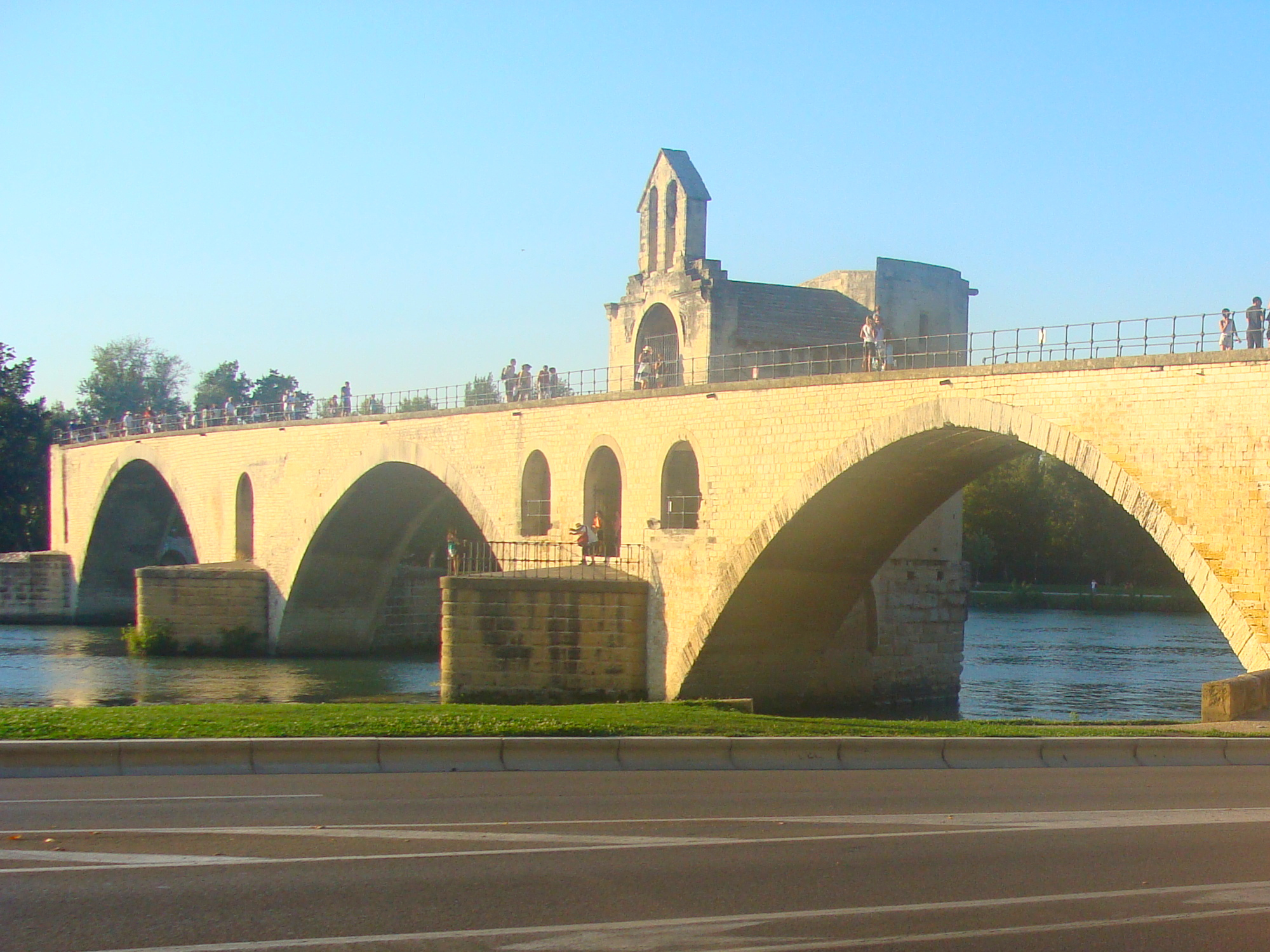
Ponte com arcos na França.

A forma arquitetônica é a geradora do espaço arquitetônico. É usualmente constituído pelos elementos das construções tais como a estrutura arquitetônica, o piso, as paredes ou fechamentos, as abertura e as cobertas, etc. 